# Ghiacciaio Goodenough
Il ghiacciaio Goodenough (in inglese Goodenough Glacier) è un ampio ghiacciaio, lungo circa 65 km e largo più di 70, situato sulla costa di Rymill, nella parte occidentale della Terra di Palmer, in Antartide. Il ghiacciaio, il cui punto più alto si trova a circa 1020 m s.l.m., è sito in particolare a sud dei monti Batterbee, dove fluisce verso ovest partendo dal versante occidentale dei monti Gutenko, fino a raggiungere il canale di Giorgio VI, andando ad alimentare la piattaforma glaciale che lo ricopre.

## Storia
Il ghiacciaio Goodenough fu scoperto nel 1936 da A. Stephenson, W. L. S. Fleming e George C.L. Bertram durante una ricognizione del canale di Giorgio VI effettuata nel corso della spedizione britannica nella Terra di Graham, condotta nel periodo 1934-37 al comando di John Rymill, e fu poi battezzato dallo stesso Rymill in onore di Margaret Goodenough, moglie dell'ammiraglio William Goodenough, uno dei principali sostenitori della raccolta di fondi necessari al finanziamento della spedizione di Rymill.